# Нэнси Дрю. Опасность за каждым углом
«Нэнси Дрю. Опасность за каждым углом» (англ. Nancy Drew: Stay Tuned for Danger) — второй квест из серии компьютерных игр о Нэнси Дрю, созданный компанией Her Interactive. Игра вышла в 1999 году. Предыдущая игра серии — «Нэнси Дрю. Секреты могут убивать», а следующей стала «Нэнси Дрю. Призрак в гостинице». Сюжет игры основан на одноимённой книге из серии «Файлы Нэнси Дрю». На русском языке игру выпускает компания «Новый Диск», локализация вышла в 2007 году
17 ноября 2011 года поддержка и продажа игры были официально прекращены из-за проблем несовместимости со звуковыми картами в новых компьютерах. Компания также заявила, что несмотря на наличие ремастера первой игры серии, у них нет планов переиздания других игр, в том числе «Опасности за каждым углом».

## Игровой процесс

Геймплей игры. Изображения персонажей изменились по сравнению с предыдущей игрой

В игре, как и в предыдущей, присутствует три уровня сложности. Основной геймплей остался тем же, как и в предыдущей игре серии: экран поделен на три основных части. В верхней отображается вид на локацию от первого лица, там же можно выбирать действия и перемещаться между локациями, а в двух нижних расположен инвентарь и поле с описанием предметов и диалогами. Также для перемещения между основными локациями служит карта города.
Локации созданы в 3D, достаточно привлекательны и аккуратны. Рецензент «Игромании» счет декорации игры «яркими и колоритными», особенно по сравнению с другими частями серии игр. В них присутствует множество проработанных деталей, но без излишеств. Основной задачей в игре является именно нахождение различных улик. Проблем с их дальнейшим использованием не возникает. Иногда приходится заниматься пиксель-хантингом для нахождения нужных мест. Персонажи выглядят как сделанные в 3D марионетки, что лучше сочетается с локациями, но предоставляет меньше возможностей для использования языка жестов или тела, чем рисованные изображения из предыдущей части. Кроме того, в игру была добавлена возможность смены дня и ночи.
В случае совершения какой-нибудь фатальной ошибки, появляется возможность использовать функцию «Второй шанс» и начать игру с места прямо перед совершенной ошибкой. Как и в предыдущей игре, Нэнси может позвонить из дома Мэтти своим друзьям: Нэду, Джесс или Бесс, чтобы получить подсказки о том, что делать дальше.

## Сюжет
Нэнси была приглашена в Нью-Йорк в гости к звезде мыльной оперы «Огонь любви» Мэтти Дженсен. Она просит расследовать случаи с приходящими её напарнику Рику Арлену угрозами. Актёру присылают испорченный шоколад, угрозы и мёртвые цветы. Нэнси поселяется у Мэтти в доме и получает приглашение от актрисы посетить съёмочную площадку, чтобы на месте всё осмотреть. Основным местом действия игры становится продюсерский центр с гримёрными и съёмочной площадкой сериала. После первой прогулки по студии Лилиана Вайс, режиссёр сериала, отбирает у неё пропуск и прогоняет из здания.
Мэтти предлагает Нэнси устроиться на работу в студию и для этого связаться с её агентом — Диланом Пауэрзом. Получив возможность опять бродить по студии, Нэнси обыскивает реквизиторскую. Тем временем она получает посылку из дома с записью интервью Рика Арлена, в котором он говорит о намерении покинуть сериал, что приведёт к сильному падению рейтинга «Огня любви».
При попытке поговорить с Риком в его гримёрной Нэнси его там не застаёт, но видит написанную помадой на зеркале угрозу и новую посылку, внутри которой окажется бомба. После этого Нэнси проникает на студию ночью, чтобы узнать многие из её секретов, а после посетит офис агентства талантов, когда Дилана не будет рядом.
Финальная сцена игры разворачивается на съёмочной площадке, куда героиню пригласит Лилиан. Выяснится, что часть записок Рик присылал себе сам, испорченные конфеты ему отправила Лилиан, но есть ещё и настоящий злодей.

## Отзывы
| Сводный рейтинг          | Сводный рейтинг |
| Агрегатор                | Оценка          |
| ------------------------ | --------------- |
| GameRankings             | 72,50 %         |
| MobyRank                 | 69              |
| Иноязычные издания       |                 |
| Издание                  | Оценка          |
| AllGame                  | 3 из 5          |
| Adventure Classic Gaming | 4 из 5          |
| AdventureGamers          | 3,5 из 5        |
| Русскоязычные издания    |                 |
| Издание                  | Оценка          |
| «Игромания»              | 5,0 из 10       |

В первой игре серии приходилось очень много бегать между персонажами, разговаривать с ними, чтобы открыть новые темы для беседы с другими героями. Во второй же гораздо большее влияние на диалоги и срабатывание заскриптованных событий оказывает нахождение различных улик. Благодаря этому сюжет игры выглядит именно как развивающаяся история, а не простое восстановление хода событий. В то же время обилие разбросанных зашифрованных записок с подсказками, как и в первой игре, было критически воспринято из-за отсутствия внутриигрового объяснения о том, откуда они взялись, и общей бессмысленности многих из них. Но несмотря на обилие подсказок, можно потеряться, что делать дальше.
В игре не очень много головоломок и многие из них сделаны плохо. Некоторые смотрятся неуместно, некоторые не имеют никаких подсказок по своему выполнению, так что решать их приходится методом перебора возможностей. Многие из них слишком легкие и не оригинальные. Многие сочли головоломку в конце неудачной: непонятной и слишком ограниченной по времени.
Хорошей стороной игры было сочтено наличие хода времени в игре и возможность смены дня и ночи, удобный интерфейс и различная реакция персонажей на различные реплики Нэнси, которая, впрочем, не влияет на сюжет.
Автор Adventure Classic Gaming подвел итог, сказав, что игра не подходит для заядлых игроков, но идеальна для своей целевой аудитории, фанатов Нэнси Дрю или начинающих игроков. Adventure Gamers сочли её отличным продолжением предыдущей игры.
Голоса персонажей в оригинальной версии звучат искусственно. Музыка достаточно легкая и приятная.
Редактор «Игромании» счел локализацию игры проигрывающей во всех отношениях: будь то перевод надписей в локациях или озвучивание персонажей.